# North American T-2
Норт Американ T-2 «Бакай» (англ. North American T-2 Buckeye) — учебный самолёт со среднерасположенным крылом, созданный для проведения промежуточного обучения. Предназначался для обучения лётчиков-курсантов и курсантов-офицеров авиации ВМС США, а также корпуса морской пехоты. Поступил на вооружение в 1959 году, в 2008 году заменён на Boeing T-45 Goshawk.

## Предыстория
В 1956 году ВМС США потребовался учебный реактивный самолёт, который подходил бы для курсантов, прошедших начальную лётную подготовку и перешедших к следующей стадии обучения (освоение бомбометания, стрельбы и тактики перехвата).

## Разработка
В качестве разработчика была выбрана компания North American Aviation — она имела хорошую репутацию и создала ряд удачных машин, используемых ВМС США (FJ-1 Fury и T-28 Trojan). Прототип самолёта совершил первый полёт 31 января 1958 года. Самолёт обладал прочным шасси, управлением с помощью гидроусилителей, большими закрылками, тормозными щитками по сторонам фюзеляжа и убирающимся посадочным крюком. Всё это имело гидравлический привод. Инструктор располагался позади курсанта, для обеспечения лучшего обзора спереди кресло инструктора было приподнято. Как и место инструктора, так и место курсанта были оборудованы катапультируемыми креслами (LS-1).

## Задействованные структуры
В разработке и производстве самолётов T-2 были задействованы следующие структуры:

| Генеральный подрядчик работ - Самолёт в целом — North American Aviation Inc., Колумбус, Огайо. Поставщики бортового оборудования по заказу генподрядчика (CFE) - Стойки шасси — Cleveland Pneumatic Tool Co., Кливленд, Огайо; - Колёса, покрышки, тормозные колодки, топливные баки — Goodyear Tire & Rubber Co., Акрон, Огайо; - Система кондиционирования воздуха, система герметизации и наддува кабины — AiResearch Manufacturing Co., Лос-Анджелес, Калифорния. | Поставщики бортового оборудования по госзаказам (GFE) - Авиадвигатель J60-P-6 — United Aircraft Corp., Pratt & Whitney Division, Ист-Харфорд, Коннектикут; - Азимутально-дальномерная радиосистема ближней навигации AN/ARN-52 — Stewart-Warner Corp., Чикаго, Иллинойс; - Бортовой приёмопередатчик AN/ARC-52X — Collins Radio Co., Сидар-Рапидс, Айова; - Система радиолокационного опознавания AN/APX-64 — Hazeltine Electronics Corp., Литтл-Нек, Лонг-Айленд, Нью-Йорк. |

## Курс подготовки
| Статистика подготовки курсантов авиационных учебных заведений ВМС и КМП США | Статистика подготовки курсантов авиационных учебных заведений ВМС и КМП США | Статистика подготовки курсантов авиационных учебных заведений ВМС и КМП США |
| Бюджетный год                                                               | Курс подготовки на T-2 прошли                                               | Курс подготовки на T-2 прошли                                               |
| Бюджетный год                                                               | по плану                                                                    | по факту                                                                    |
| --------------------------------------------------------------------------- | --------------------------------------------------------------------------- | --------------------------------------------------------------------------- |
| 1964                                                                        | 1700                                                                        | 1701                                                                        |
| 1965                                                                        | 1700                                                                        | 1715                                                                        |
| 1966                                                                        | 1800                                                                        | 1907                                                                        |
| 1967                                                                        | 1988                                                                        | 2046                                                                        |
| 1968                                                                        | 2200                                                                        | 2334                                                                        |
| 1969                                                                        | 2525                                                                        | 2559                                                                        |
| 1970                                                                        | 2510                                                                        | 2450                                                                        |
| 1971                                                                        | 1945                                                                        | 1809                                                                        |
| 1972                                                                        | 1970                                                                        | 1853                                                                        |
| 1973                                                                        | 2000                                                                        | 1650                                                                        |
| 1974                                                                        | 1865                                                                        | 1581                                                                        |

Базовый курс подготовки курсантов авиационных учебных заведений ВМС и КМП США на самолётах T-2 по программе подготовки пилотов реактивных самолётов (basic jet program) составлял 118 лётных часов. В среднем, в год лётную квалификацию получали около двух тысяч (±) пилотов, прошедших начальный курс на T-34 (26 часов) и базовый курс на T-2 в дополнение к отработке навыков пилотирования на лётных тренажёрах (OFT). Для обеспечения подготовки указанного количества пилотов ежегодно при авиационных учебных заведениях в работоспособном состоянии поддерживалось около 290 T-2 всех модификаций.

## Модификации
На первые серийные образцы T2J-1 (с 1962 года получили обозначение T-2A) в фюзеляж устанавливали один турбореактивный двигатель Westinghouse J-34-WE-48 (тяга 15,1 кН). Эти самолёты использовались учебной эскадрильей BTG-7 (позднее VT-7) расположенной на авиационной станции ВМС Меридиан. Всего было произведено 201 самолёт.
Следующая модель — результат модернизации T2J-1, поднялась в небо 30 августа 1962 года. На неё устанавливали два турбореактивных двигателя Pratt and Whitney J60-P-6 (тяга 13,1 кН). Эта версия получила обозначение T-2B, она была принята на вооружение в 1965 году. Вначале эту модель получила учебная эскадрилья VT-4 расположенная на авиационная станция ВМС Пенсакола. Всего было построено 97 T2B. Последующая модернизация привела к созданию модели T2C с двумя двигателями General Electric J85-GE-4. Для нужд ВМС было построено 231 машина T2C.
Небольшое количество T2B и T2C были переоборудованы для управления дронами (модели DT-2B и DT-2C). Также существовали две учебные модификации (на базе T-2C) для ВВС Венесуэлы и ВВС Греции. Венесуэла получила 12 самолётов T-2D в 1973 году, ещё 12 дополнительных машин (способных нести вооружение) были переданы стране в 1976 году.
С 1979 года Rockwell T2 Buckeye использовался в ряде эскадрилий для отработки методов вывода из штопора и отработки полёта в условиях потери управляемости для пилотов Grumman F-14 Tomcat (на F-14 такие упражнения невозможны).